# Harov
Harov (armeniska: Հարավ, Harav, ryska: Гаров) är en ort i Azerbajdzjan.   Den ligger i distriktet Xocalı Rayonu, i den centrala delen av landet, 270 km väster om huvudstaden Baku. Harov ligger 1 129 meter över havet och antalet invånare är 300.
Terrängen runt Harov är kuperad. Runt Harov är det ganska glesbefolkat, med 27 invånare per kvadratkilometer.. Närmaste större samhälle är Müşkapat, 12,7 km sydost om Harov. 
Omgivningarna runt Harov är en mosaik av jordbruksmark och naturlig växtlighet.